# Roberto Irañeta
Roberto Luis Irañeta (Mendoza, 21 marzo 1915 – 1993) è stato un calciatore argentino, di ruolo attaccante.

## Caratteristiche tecniche
Giocava come ala sinistra; era dotato di buone doti tecniche e fisiche (tra queste ultime spiccava la rapidità) e di un tiro preciso.

## Carriera

### Club
Dopo gli inizi nel club scolastico del Colegio Nacional Agustín Álvarez, Irañeta entrò a far parte del Gimnasia y Esgrima di Mendoza grazie al presidente Francisco Moyano. Giocò insieme al fratello Rito, ottenendo il titolo provinciale al suo secondo anno di militanza nel club. Roberto Irañeta fu uno degli elementi di maggior rilievo del Gimnasia degli anni '30; con il contributo suo, di Bruno Rodolfi e dei suoi compagni di reparto Francisco Rodríguez e César Agostini portò un importante contributo ai titoli del 1931 e del 1933, nonché al secondo posto del 1932. Nel 1934 viaggiò verso l'Italia per partecipare al campionato del mondo 1934; nel 1937 e nel 1939 fu nuovamente tra i più rilevanti giocatori del Gimnasia nelle vittorie del torneo provinciale. Nello stesso 1939 concluse la sua carriera.

### Nazionale
Irañeta fu il primo calciatore della provincia di Mendoza a giocare un Mondiale (Francisco Lombardo si aggiunse alla lista nel 1958). Giocò il suo unico incontro con la maglia della Nazionale il 27 maggio 1934, a Bologna contro la Svezia. Questa presenza, ottenuta a 19 anni e 67 giorni, lo rese il più giovane giocatore argentino a debuttare in un Mondiale; tale primato durò fino al 16 giugno 2006, giorno in cui Lionel Messi lo superò scendendo in campo contro la Serbia e Montenegro durante il campionato del mondo 2006.

## Palmarès

### Club

#### Competizioni nazionali
- Liga Mendocina de Fútbol: 4

Gimnasia: 1931, 1933, 1937, 1939

## Statistiche

### Cronologia presenze e reti in nazionale
| Cronologia completa delle presenze e delle reti in nazionale ― Argentina | Cronologia completa delle presenze e delle reti in nazionale ― Argentina | Cronologia completa delle presenze e delle reti in nazionale ― Argentina | Cronologia completa delle presenze e delle reti in nazionale ― Argentina | Cronologia completa delle presenze e delle reti in nazionale ― Argentina | Cronologia completa delle presenze e delle reti in nazionale ― Argentina | Cronologia completa delle presenze e delle reti in nazionale ― Argentina | Cronologia completa delle presenze e delle reti in nazionale ― Argentina |
| Data                                                                     | Città                                                                    | In casa                                                                  | Risultato                                                                | Ospiti                                                                   | Competizione                                                             | Reti                                                                     | Note                                                                     |
| ------------------------------------------------------------------------ | ------------------------------------------------------------------------ | ------------------------------------------------------------------------ | ------------------------------------------------------------------------ | ------------------------------------------------------------------------ | ------------------------------------------------------------------------ | ------------------------------------------------------------------------ | ------------------------------------------------------------------------ |
| 27/05/1934                                                               | Bologna                                                                  | Svezia                                                                   | 3 – 2                                                                    | Argentina                                                                | Mondiali 1934 - Ottavi di finale                                         | 0                                                                        |                                                                          |
| Totale                                                                   |                                                                          | Presenze                                                                 | 1                                                                        |                                                                          | Reti                                                                     | 0                                                                        |                                                                          |